# II Governo Transitório de Timor-Leste
O II Governo transitório de Timor-Leste (II Governo de Transição UNTAET) foi a segunda administração das Nações Unidas de Timor-Leste a partir de 2001, até a declaração de independência de Timor-Leste em 2002.

## Membros do Governo
| II Governo Transitório                                     | |
| Name                                                       | Cargo |
| Sérgio Vieira de Mello (UN)                                | Administrador |
| Mari Alkatiri (FRETILIN)                                   | Ministro Principal e Ministro da Economia e Desenvolvimento                                                                       |
| António da Conceição (PD)                                  | Consultor para o desenvolvimento da Comissão de Planeamento                                                                       |
| Maria Micató Domingas Fernandes Alves (independente)       | Conselheira para a igualdade de gênero                                                                                            |
| Isabel da Costa Ferreira (independente, anteriormente UDT) | Consultora para os Direitos Humanos                                                                                               |
| Emília Pires (independente)                                | Secretária da Comissão de Planeamento do Governo Transitório                                                                      |
| Mariano José Lopes da Cruz (independente)                  | Inspetor Geral do Governo de Transição                                                                                            |
| Ministros                                                  | |
| Estanislau da Silva (FRETILIN)                             | Ministro da Agricultura e Pescas                                                                                                  |
| Armindo Maia (independente)                                | Ministro da Educação, Cultura e Juventude                                                                                         |
| Ovídio de Jesus Amaral (FRETILIN)                          | Ministro dos Transportes e Comunicações                                                                                           |
| César Vital Moreira (FRETILIN)                             | Ministro da Água e Projetos Estaduais de Construção                                                                               |
| Rui Maria de Araújo (independente)                         | Ministro da Saúde |
| Antoninho Bianco (FRETILIN)                                | Ministro da Administração Interna                                                                                                 |
| Fernanda Mesquita Borges (independente)                    | Ministra das Finanças |
| Maria Madalena Brites Boavida (FRETILIN)                   | Ministra das Finanças após resignação de Fernanda Borges                                                                          |
| Ana Pessoa Pinto (FRETILIN)                                | Ministra da Justiça |
| José Ramos-Horta (independente)                            | Ministro dos Negócios Estrangeiros e Cooperação                                                                                   |
| Vice-ministros                                             | |
| Roque Félix de Jesus Rodrigues (independente)              | Vice-Ministro da Educação, Cultura, Juventude e Desportos. Em 30 de abril de 2002, adicionalmente, Secretário de Estado da Defesa |
| João Soares Martins (PD)                                   | Vice-Ministro da Saúde |
| Ilda Maria da Conceição (independente)                     | Vice-Ministra da Administração Interna                                                                                            |
| Arlindo Rangel da Cruz (FRETILIN)                          | Vice-Ministro das Finanças |
| Domingos Maria Sarmento (FRETILIN)                         | Vice-Ministro da Justiça |
| Jorge da Conceição Teme (FRETILIN)                         | Vice-Ministro dos Negócios Estrangeiros e Cooperação                                                                              |
| Fernando de Araújo (PD)                                    | Vice-Ministro dos Negócios Estrangeiros e Cooperação                                                                              |
| Secretários de Estado                                      | |
| Egídio de Jesus (FRETILIN)                                 | Secretário de Estado dos Recursos Naturais e Minerais                                                                             |
| Gregório José da Conceição Ferreira de Sousa (FRETILIN)    | Secretário de Estado do Conselho de Ministros                                                                                     |
| Arsénio Paixão Bano (independente)                         | Secretário de Estado do Trabalho e Solidariedade                                                                                  |